# Enrique de la Mata Gorostizaga
Enrique de la Mata Gorostizaga (Terol, 20 de setembre de 1933 – Roma, 6 de setembre de 1987) va ser un polític espanyol.

## Biografia
Llicenciat en dret per la Universitat de Madrid i registrador de la propietat des de 1960. Secretari General de Sanitat (1966-1969), president de l'Assemblea de la Creu Roja Espanyola (1967-1969), membre del Consell del Regne, director general de la Seguretat Social (1969-1975) i ministre de Relacions Sindicals (1976-1977) al segon govern de transició entre el règim del general Francisco Franco i la Monarquia constitucional, presidit per Adolfo Suárez.
Ingressà a la Unió de Centre Democràtic i fou elegit diputat per la província de Terol a les eleccions generals espanyoles de 1977 i 1979. De 1980 a 1982 fou president de la Comissió de la Presidència del Congrés dels Diputats. El 3 de novembre de 1981 va ser elegit president de la Creu Roja Internacional i reelegit en el càrrec a l'octubre de 1985. El 1986 va ingressar al Centro Democrático y Social.
Va patir un infart quan abandonava l'estadi olímpic de Roma després d'assistir a la clausura dels Campionats Mundials d'Atletisme el 6 de setembre de 1987, i va morir poc després.